# Red Light Special
"Red Light Special" é uma canção do grupo americano TLC, e lançada como segundo single do seu álbum de estúdio, CrazySexyCool (1994). Escrita por Cindy Herron, do En Vogue, a música alcançou o primeiro lugar no Top 40 da Billboard Rhythmic Top 40 e a segunda na Billboard Hot 100, sendo retida da primeira posição por "This Is How We Do It" de Montell Jordan. A música foi o quinto single top-10 do TLC.

## My Secret Enemy (B-side)
O single Red Light Special veio com uma faixa de rap do lado B intitulada "My Secret Enemy", liderada pelo rapper do grupo Lisa "Left-Eye" Lopes. Apesar de não fazer o álbum CrazySexyCool do TLC, a música é altamente elogiada pelos fãs de longa data do TLC e manteve o estilo mais amadurecido do grupo. Seu conteúdo lírico se concentra na cobertura de Lisa na mídia e seu relacionamento com Andre Rison. Lopes passou a dizer que a música saiu diretamente após o incidente que a viu acidentalmente incendiar a mansão de Rison em Atlanta. "Aconteceu logo após o incidente e eu estava me sentindo como se precisasse de uma saída", disse Lopes sobre a faixa.

## Vídeo
O videoclipe foi dirigido por Matthew Rolston e é ambientado em um bordel. Atores masculinos retratam prostitutas e Left-Eye interpreta um cafetão enquanto Chilli & T-Boz retratam clientes jogando strip poker. Um jovem Boris Kodjoe é apresentado como uma das prostitutas masculinas. T-Boz é vista sendo acariciada por um homem em uma sala. Chilli é visto dançando com o guitarrista. Há também fotos de solo preto e branco das garotas cantando.

## Faixas
CD1
1. "Red Light Special" (Radio Edit) - 4:40
2. "Red Light Special" (L.A.'s Flava Mix) - 4:28
3. "Red Light Special" (Album Version) - 5:02
4. "Red Light Special" (Gerald Hall Remix) - 5:09
5. "My Secret Enemy" - 5:36

CD2
1. "Red Light Special" (Radio Edit) - 4:40
2. "Red Light Special" (Alternate Radio Edit) - 4:31
3. "Red Light Special" (Album Version) - 5:02
4. "Red Light Special" (Album Instrumental) - 5:02

12" vinil
1. "Red Light Special" (L.A.'s Flava Mix - Extended Version)
2. "Red Light Special" (Album Version)
3. "Red Light Special" (Gerald Hall's Remix)
4. "Red Light Special" (Acappella)
5. "Red Light Special" (Instrumental)
6. "My Secret Enemy"

## Desepenho
| Chart (1995)                                 | Maior posição |
| -------------------------------------------- | ------------- |
| Austrália (Australian Singles Chart)         | 53            |
| Canadá (RPM)                                 | 8             |
| Canadá (RPM Top Singles)                     | 19            |
| Europa (European Hot 100 Singles)            | 84            |
| Estados Unidos (Billboard Hot 100)           | 2             |
| Estados Unidos (Billboard R&B/Hip-Hop Songs) | 3             |
| Estados Unidos (Billboard Mainstream Top 40) | 11            |
| Estados Unidos (Billboard Rhythmic)          | 1             |
| Escócia (Scottish Singles and Albums Charts) | 64            |
| Nova Zelândia (Recorded Music NZ)            | 9             |
| Reino Unido (UK Singles Chart)               | 18            |
| Reino Unido (UK R&B Chart)                   | 5             |

| Chart (1995)                          | Posição |
| ------------------------------------- | ------- |
| EUA (Billboard Hot 100)               | 28      |
| EUA (Billboard Hot R&B/Hip-Hop Songs) | 32      |

## Vendas e certificações
| Região                                         | Certificação | Vendas  |
| ---------------------------------------------- | ------------ | ------- |
| Estados Unidos (RIAA)                          | Ouro         | 700,000 |
| Nova Zelândia (RMNZ)                           | Ouro         | 7,000*  |
| ^distribuições baseadas apenas na certificação |              |         |